# جانی لونتزی
جانی لونتزی (انگلیسی: Gianni Lonzi؛ زادهٔ ۴ اوت ۱۹۳۸) بازیکن واترپلو اهل ایتالیا بود.